# Marco Aurélio de Souza
Marco Aurélio de Souza (Jacareí, 7 de fevereiro de 1961), mais conhecido como Marco Aurélio, é um bancário e político brasileiro, filiado ao Partido dos Trabalhadores (PT).

## Formação e Ocupação
Marco Aurélio é graduado em Ciências Sociais e Ciências Contábeis. Além disso, pós graduado em Administração Pública. Desde 1982 é funcionário público concursado do Banco do Brasil, carreira pela qual seguiu. Além disso, é professor universitário.

## Carreira Política

### Vereador
Marco Aurélio foi eleito vereador por duas vezes em Jacareí. O primeiro mandato foi de 1993 até 1996 e o segundo de 1997 até 2000.

### Prefeito
Após dois mandatos como vereador, Marco Aurélio foi eleito prefeito de Jacareí, em 2000 com a coligação  PT - PV, com 53.113 votos (52,984% dos votos válidos),  exercendo seu mandato de 2001 até 2004. Ele tentou a reeleição com a coligação Jacareí levada a sério (PT - PMDB - PSL - PCB - PPS - PCdoB) e foi reeleito com 49.204 votos (41,89% do total ou 44,96% dos votos válidos)  seguindo no cargo até 2008.

### Deputado Estadual
Em 2010, Marco Aurélio entrou na disputa por uma vaga na Assembléia Legislativa do Estado de São Paulo. Com quase 70 mil votos, foi eleito deputado. Em sua cidade natal ocorreu sua maior votação, local onde teve 44% dos votos válidos. Foi o primeiro deputado estadual eleito da cidade desde Luiz Máximo, em 1986. O seu mandato foi de 15 de março de 2011 até 14 de março de 2015.